# Трета книга Макавейска
Трета книга Макавейска е неканонична книга от Стария завет на Библията. Книгата е написана на койне вероятно от евреин от Александрия през 1 век пр.н.е. Католиците я считат за псевдоепиграф и не я приемат за канонична. Книгата е включена в православната Библия като неканонична и в Библията на Арменската апостолическа църква.
Въпреки името си, книгата няма нищо общо с първите две макавейски книги и въстанието срещу селевкидите. Вместо това разказва историята за преследването на евреите по времето на фараон Птолемей IV, няколко десетилетия преди въстанието.
Името на книгата веоятно идва от приликите с историята за мъченичеството на Елеазар и макавеите във Втора книга Макавейска, като пророкът Симон също е споменат.
Съдържанието на книгата е свързано със събитие, при което евреите в Египет са били заплашени от пълно изтребване. Повод за това става желанието на фараона да влезе като победител в свещения Йерусалимски храм. Това негово желание обаче среща съпротива от страна на еврейския народ и свещениците. Разгневен от случилото се, Птолемей IV нарежда евреите да бъдат белязани със знака на Дионис и след това да бъдат избити. 
Предвиден е специален план за избиването им с помощта на бойни слонове, напоени с вино и тамян. Пореди необясними причини тяхното избиване се проваля няколко пъти, а когато гибелта им вече изглежда невъзможна, Бог спасява евреите от разярените слонове. Това събитие вразумява фараона и той напълно променя отношението си към евреите и ги благославя.
Множество детайли от книгата изглеждат спорни и специалистите оспорват тяхната действителност. За това събитие обаче говори и юдейският историк от I век - Йосиф Флавий.

## Структура
1. Замисъл на царя да везе в Йерусалимския храм
2. Съпротива на първосвещеника и народа
3. Молитвата на Симон, която сътворява чудото и поразява Птолемей
4. Засилване на гоненията на евреите
5. Избавление с помощта на Бог